# 13132 Ortelius
13132 Ortelius este un asteroid din centura principală de asteroizi.

## Descriere
13132 Ortelius este un asteroid din centura principală de asteroizi. A fost descoperit pe 12 august 1994 la Observatorul La Silla de Eric Walter Elst. Asteroidul prezintă o orbită caracterizată de o semiaxă mare de 2,38 ua, o excentricitate de 0,08 și o înclinație de 5,9° în raport cu ecliptica.